# ザ・クラッシュ・コーラス'80
ザ・クラッシュ・コーラス'80（THE CLASH CHORUS '80）は、イギリスのロックバンド「ザ・クラッシュ」のライブ・ビデオ。

## 解説
3作目のアルバム『ロンドン・コーリング』リリース後にフランスのテレビ番組『コーラス』で放送されたライヴを収録した作品である。映像はそれまで海賊版で流通していたが、2007年にようやく正式にリリースされた。
ライヴ映像だけではなく、「トレイン・イン・ヴェイン」の後には番組パーソナリティによる音楽紹介コーナーが入る。ここでウィルコ・ジョンソンの名が挙がるが、彼はジョー・ストラマーのギター・スタイルに大きな影響を与えた人物である。そのストラマーはほとんどの曲でいつものテレキャスターではなく、白いエスクワイヤーを使っている。「ジェニー・ジョーンズ」の冒頭でトラブルを起こしたエスクワイヤーをスタッフに向かって放り投げ、次の「コンプリート・コントロール」ではお馴染みのテレキャスターを使用している。
収録曲の半分は『ロンドン・コーリング』の収録曲。ステージ上には『ロンドン・コーリング』後、クラッシュのライヴ、レコーディングに欠かせなくなったミッキー・ギャラガーの姿も確認できる。

## 収録曲
1. ジミー・ジャズ
2. ロンドン・コーリング
3. プロテックス・ブルー
4. トレイン・イン・ヴェイン
5. コカ・コーラ
6. アイ・フォート・ザ・ロウ
7. スペイン戦争
8. ロンゲム・ボヨ
9. ステイ・フリー
10. ジェニー・ジョーンズ
11. コンプリート・コントロール
12. ガレージ・ランド
13. トミー・ガン